# Jacques Draparnaud

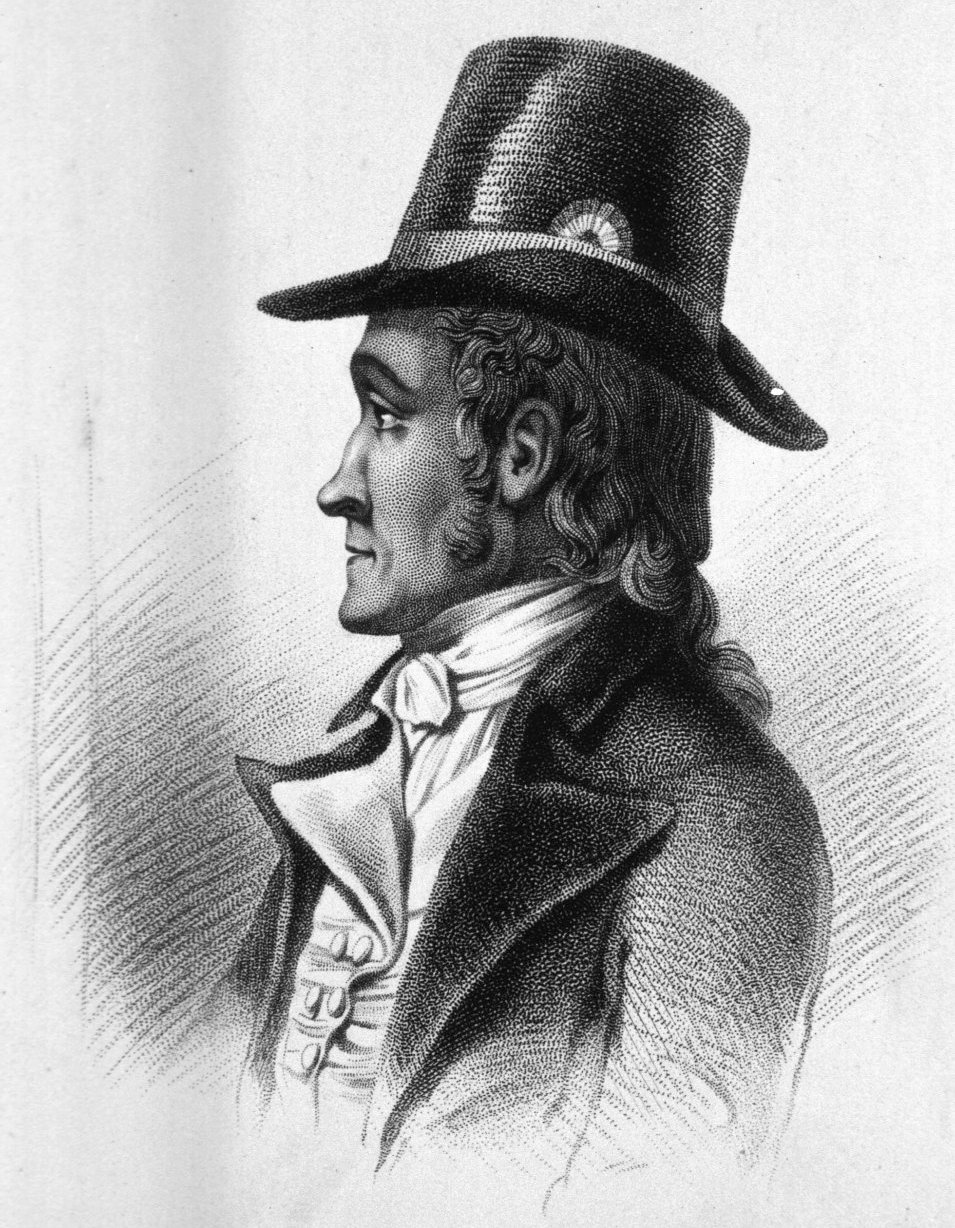
Jacques Draparnaud

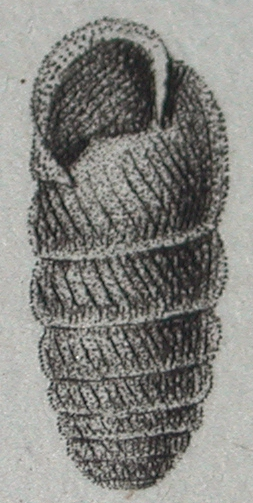
Cylindrus obtusus, Illustration in Histoire naturelle des mollusques terrestres et fluviatiles de la France.

Jacques Philippe Raymond Draparnaud (* 3. Juni 1772 in Montpellier; † 2. Februar 1804 ebenda) war ein französischer Naturforscher, Malakologe und Botaniker. Sein offizielles botanisches Autorenkürzel lautet „Drap.“.

## Leben und Wirken
Jacques Philippe Raymond Draparnaud war von 1794 bis 1804 Professor für Physik und Chemie am Collège von Sorèze, für Grammatik im Département Hérault und für Medizin an der Universität Montpellier. In Montpellier war er gleichzeitig der Leiter des Botanischen Gartens. Sein Hauptwerk ist die kurz nach seinem Tode erschienene Histoire naturelle des mollusques terrestres et fluviatiles de la France über Weichtiere, das ihm später die Bezeichnung „Vater der französischen Malakologie“ einbrachte.
Xavier Montrouzier benannte ihm zu  Ehren die Tiergattung Draparnaudia aus der Klasse der Schnecken.

## Schriften (Auswahl)
- Observations sur la Gioenia. In: La Décade Philosophique, Littéraire et Politique. Band 24, Nr. 15, S. 321–322, Paris 1799
- Tableau des mollusques terrestres et fluviatiles de la France. Montpellier 1801 (Archive)
- Discours sur les avantages de l’histoire naturelle et Discours sur les moeurs et la manière de vivre des plantes. Montpellier 1801
- Histoire naturelle des mollusques terrestres et fluviatiles de la France. Montpellier, Paris 1805; (Archive)

## Nachweise
1. ↑  Jean-Jacques Amigo, « Draparnaud (Jacques, Philippe, Raymond) », in Nouveau Dictionnaire de biographies roussillonnaises, vol. 3 Sciences de la Vie et de la Terre, Perpignan, Publications de l'olivier, 2017, 915 p. (ISBN 9782908866506)